# Nagyerdei-stadion
Het Nagyerdei-stadion, is een stadion in de Hongaarse stad Debrecen waar de voetbalclub Debreceni VSC haar thuiswedstrijden speelt. Ook wordt het stadion gebruikt door het Hongaars voetbalelftal, dat het stadion als tweede thuisbasis gebruikt, na de in Boedapest gesitueerde Groupama Arena.
Het oude, in 1934 gebouwde stadion werd in 2014 afgebroken en vervangen met een nieuw stadion. Dit kostte 20,4 miljoen euro.